# نهاده‌های تولید
نهاده‌های تولید یا عوامل تولید (به انگلیسی: Factors of production) در علم اقتصاد آنچه است که در فرایند تولید برای تولید خروجی - یعنی کالاها و خدمات تمام شده - به کار می‌رود. مقادیر ورودی‌های مختلف مورد استفاده تعیین‌کننده کمیت خروجی طبق یک رابطه تابع تولید است.
سه نهاده یا عامل تولید پایه وجود دارد:
- زمین
- نیروی کار
- سرمایه

تعداد عوامل تولید در شرایط مختلف با توجه به اهداف نظری، میزان اتکا بر شواهد و مکتب اقتصادی متفاوت در نظر گرفته می‌شود. این عوامل اغلب کالاهای تولیدکننده‌ای نیز نامیده می‌شوند تا با کالاهای مصرفی متمایز شوند.